# Professional Soldier
Pour plus de détails, voir Fiche technique et Distribution.
Professional Soldier est un film américain réalisé par Tay Garnett, sorti en 1935.

## Synopsis
Un soldat de fortune est engagé pour kidnapper un roi mais découvre que ce dernier n'est encore qu'un jeune enfant.

## Fiche technique
- Titre original : Professional Soldier
- Réalisation : Tay Garnett
- Scénario : Gene Fowler et Howard Ellis Smith d'après une histoire de Damon Runyon
- Production : Darryl F. Zanuck
- Société de production et de distribution : 20th Century Fox
- Musique : R.H. Bassett (Non crédité)
- Photographie : Rudolph Maté
- Montage : Barbara McLean
- Costumes : William Lambert et Sam Benson
- Pays de production : États-Unis
- Langue : anglais
- Format : Noir et blanc - 35 mm - 1,37:1 - Son : Mono (Western Electric Noiseless Recording)
- Genre : Film d'aventure
- Durée : 75 minutes
- Date de sortie :
  - États-Unis : 27 décembre 1935

## Distribution
- Victor McLaglen : Michael Donovan
- Freddie Bartholomew : King Peter
- Gloria Stuart : Comtesse Sonia
- Constance Collier : Lady Augusta
- Michael Whalen : George Foster
- C. Henry Gordon : Gino
- Pedro de Cordoba : Stefan Bernaldo
- Lumsden Hare : Paul Valdis
- Walter Kingsford : Christian Ledgard
- Lester Matthews : Prince Edric
- Rita Hayworth : Danseuse gitane (non créditée)